# Gecarcinucidae
Los gecarcinucidos (Gecarcinucidae) son una familia de crustáceos decápodos braquiuros de agua dulce. Sus 355 especies se distribuyen por Asia, la Wallacea y Australasia.

## Géneros
Se reconocen los 62 siguientes:
- Adeleana Bott, 1969
- Arachnothelphusa Ng, 1991
- Arcithelphusa[2] Pati & Sudha Devi, 2015
- Austrothelphusa Bott, 1969
- Bakousa Ng, 1995
- Balssiathelphusa Bott, 1969
- Baratha Bahir & Yeo, 2007
- Barytelphusa Alcock, 1909
- Ceylonthelphusa Bott, 1969
- Clinothelphusa Ng & Tay, 2001
- Coccusa Tan & Ng, 1998
- Currothelphusa Ng, 1990
- Cylindrotelphusa Alcock, 1909
- Esanthelphusa Naiyanetr, 1994
- Gecarcinucus Milne Edwards, 1844
- Geelvinkia Bott, 1974
- Geithusa Ng, 1989
- Globitelphusa Alcock, 1909
- Gubernatoriana Bott, 1970
- Guinothusa Yeo & Ng, 2010
- Heterothelphusa Ng & Lim, 1986
- Holthuisiana Bott, 1969
- Inglethelphusa Bott, 1970
- Irmengardia Bott, 1969
- Kani Kumar, Raj & Ng, 2017[3]
- Lamella Bahir & Yeo, 2007
- Lepidopthelphusa Colosi, 1920
- Liotelphusa Alcock, 1909
- Mahatha Ng & Tay, 2001
- Mainitia Bott, 1969
- Maydelliathelphusa Bott, 1969
- Mekhongthelphusa Naiyanetr, 1985
- Migmathelphusa Chia & Ng, 2006
- Nautilothelphusa Balss, 1933
- Niasathelphusa Ng, 1991
- Oziotelphusa Muller, 1887
- Parathelphusa H. Milne Edwards, 1853
- Pastilla Ng & Tay, 2001
- Perbrinckia Bott, 1969
- Perithelphusa Man, 1899
- Phricotelphusa Alcock, 1909
- Pilarta Bahir & Yeo, 2007
- Rouxana Bott, 1969
- Salangathelphusa Bott, 1968
- Sartoriana Bott, 1969
- Sayamia Naiyanetr, 1994
- Sendleria Bott, 1969
- Siamthelphusa Bott, 1968
- Snaha Bahir & Yeo, 2007
- Sodhiana[4] Yeo & Ng, 2012
- Somanniathelphusa Bott, 1968
- Spiralothelphusa Bott, 1968
- Stygothelphusa Ng, 1989
- Sundathelphusa Bott, 1969
- Syntripsa Chia & Ng, 2006
- Terrathelphusa Ng, 1989
- Thaksinthelphusa Ng & Naiyanetr, 1993
- Thelphusula Bott, 1969
- Torhusa Ng, 1997
- Travancoriana Bott, 1969
- Vanni Bahir & Yeo, 2007
- Vela Bahir & Yeo, 2007